# 白塔庵塔
白塔庵塔，位于北京市海淀区西三環北路54号院中国画研究院内，是一座覆钵式塔。

## 简介
该塔始建年代不详。中华民国时期，此处有庵，因塔而得名“白塔庵”。塔高25米，是藏传佛教密宗覆钵式砖塔。塔基为灰砖砌成的四方高台，上为单层须弥座，座上用砖雕砌六层仰莲。覆钵由青砖砌成，四面各设有一个眼光门，相轮（十三天）为十三级，由加工而成的环形石料垒筑。相轮上的塔刹为铜制华盖和宝瓶，重2吨。
1981年，白塔庵塔被海淀区人民政府公布为海淀区重点文物保护单位。